# 女媧行動
《女媧行動》（英語：Newark File），是香港麗的電視在1981年拍攝的一部電視劇，由朱江及張瑛主演，共10集。首播於1981年4月27日。此劇曾於1994年在亞洲電視重播，於2009年1月6日起16:9重播。第二次重播前亚视曾多次在其官网上宣布会在2008年间重播该剧，但最终都取消。
這電視劇以政治阴谋暗杀为主题，即使在廿一世紀的今日來看，亦是很大膽。由于经费有限，拍摄该题材也很困难，这套剧只能够拍摄十集，不同于一般最少20集的香港电视剧。

## 故事大纲
這套電視劇在當時來說是一個非常嶄新的創作，原因如下：
1. 這套電視劇以“未來”為題材，以五年後（1986年）的香港為故事背景；
2. 故事大膽的推測在當時以外籍人士為主的香港政府，已有一位華籍的副保安司王大衛(David Wong，張瑛飾)；
3. 這位副保安司其實是某國間諜組織的卧底（其上司为“卡刚诺维奇將軍”），為求達到目的，殺人不擇手段。

David Wong曾在香港參與策劃雙十暴動、廣東信託銀行擠提事件、天星小輪加價事件、左派六七暴動、1973年香港股災等，以破壞香港繁榮和治安。由於故事中的殺手王英，之前為國軍高級將領，為戴笠的下屬，後來叛逃，與David Wong為數十年朋友，似乎暗示David Wong的主子為當時的共產黨政府，“卡刚诺维奇將軍”可能是隱喻蘇共(因其目的是破壞中共四化)或中共輸出革命，荼毒東南亞各國，而作為本劇策劃的蕭若元，曾在其主持的香港人網網台節目指，是「卡剛諾維奇將軍」暗喻曾留蘇多年的時任中華民國總統的蔣經國。
1986年，香港立法局議員譚勵恩被謀殺，以保全該組織之秘密，嫁禍政府，使社會動亂，影響中國四化。案發時，攝影師程素琪（余安安飾）拍攝到了幾位現場證人的面目表情，而這幾位關鍵證人亦隨之被謀殺。程素琪之男友江柱石（朱江飾）身為港督委任的專案調查委員會主席（同時為律政司署檢控官），介入調查這些謀殺案，卻殊不知David Wong已策劃好“女媧行動”，準備“煉石補青天”......

## 每集開場白
女媧，神話傳說，上古嘅女神，亦係伏羲氏嗰妹。因為當時，天上有一個漏洞，為咗補救，不惜自焚，煉石補青天。
（電話聲響）
神秘電話中人：「我哋嗰計劃而家洩漏咗出去，而家要補鑊，不擇手段都要，你知嚸做啦。（我们的计划现在泄露了出去，现在不择手段都要补救，你知道该怎么做吧。）」
神秘接電話人：「我知道啦。」

## 演員表
- 朱江 飾 江柱石
- 余安安 飾 程素琪 (Suki)
- 梁小龍 飾 梁瑞節 (水唧)
- 黃植森 飾 李啟文 (傻豹)
- 張瑛 飾 王大衛（David Wong）
- 吳回 飾 成伯
- 梁漢威 飾 周卓雄
- 麥天恩 飾 王瑛
- 金山 飾 麥木麟
- 莫少聰 飾 明仔
- 伍國成 飾 何子雄
- 楊家安 飾 王永祥
- 蕭若元 飾 蕭若元
- 盧雨岐 飾 歐基
- 韓江 飾 陳江
- 顏國樑 飾 殺手
- 梁炳坤 飾 殺手
- 佘文炳 飾 羅森
- 司馬華龍 飾 保安司
- 孫季卿 飾 按察司
- 袁一飛 飾 銓敘司
- 林國明 飾 地盤工人
- Ronie 飾 希姆萊
- 陳惠瑜 飾 譚勵恩議員
- 鄺福生 飾 政務處主任
- 陳志雄 飾 議員
- 梁竟遜 飾 警司
- 徐新義 飾 法官
- 陳中堅 飾 驅魔人/歐家駒（保安科高級首席行政官）
- 丁櫻 飾 歐家駒妻
- 梅愛芳 飾 美蓮 (舞小姐, 王瑛情婦)
- 梅艷芳 飾 小娟 (舞小姐)
- 黃一飛 飾 楊超
- 林偉祺 飾 程忠元
- 利永錫 飾 麥七
- 周星馳 飾 議員辦事處職員
- 蘇民峰 飾 檢察官

## 評價
陶傑在2005年11月24日的《光明頂》節目提及這套電視劇，指這套劇印證了香港在主權移交之後言論自由收窄了，很多人為免得罪中國政府而自我設限。